# Beni Hassen
Beni Hassen (arabe : بني حسان) est une ville du Sahel tunisien rattachée au gouvernorat de Monastir. Positionnée à une distance presque égale de trois chefs-lieux de gouvernorats (25 kilomètres de Monastir, 23 kilomètres de Mahdia et 32 kilomètres de Sousse), elle participe au maillage dense des petites villes du Sahel avec les localités voisines de Jemmal, Moknine, Zéramdine, Touza et Bou Merdes.
Beni Hassen a accédé au rang de municipalité en 1966, compte 8 801 habitants en 2014 et se trouve à la tête d'une délégation comptant un total de 12 650 habitants en 2004. 
Deux oueds, le Mahjoub et le Mbarek, délimitent la ville. L'habitat s'articule autour d'une place centrale munie d'une fontaine.

## Historique
L'existence de la ville est attestée dès l'époque médiévale. La présence de nombreuses sources aurait été un facteur attractif pour l'installation des tribus arabo-musulmanes lors de leur arrivée dans la région. Le groupe qui s'installe dans la localité fait partie de ceux qui suivent Hassan Ibn Numan (ou ses partisans), d'où le nom de Beni Hassan. La ville se développe comme un centre du soufisme dans la région, comme l'indiquent encore au début du XXIe siècle nombre de mausolées encore présents : les zaouïas de Sidi Salem, Sidi Abd El Moomen, Sidi Laayouni, Lella Chouchena, Sidi Abi Taïeb, etc (pour un total de six zaouïas).
Un festival polyculturel en été rend hommage par son nom au saint patron de la ville : le Festival Sidi Salem.

## Économie et urbanisme
Entourée par des oliveraies, la ville abrite des huileries et le prix des terres agricole en 2021 se définit toujours en fonction du nombre de pieds d'oliviers plus que de la simple surface. Depuis les années 1960, des usines textiles se sont installées, et produisent des articles destinés essentiellement à l'exportation. Ces usines offrent de nombreux emplois à une main-d'œuvre en majorité féminine. Il existe aussi deux fabriques de briques qui tirent profit des six carrières d'argile présentes sur le territoire et emploient quant à elles une main-d'œuvre presque exclusivement masculine.
Le petit commerce compte notamment vingt épiceries, cinq cafés et des vendeurs de fast food, sandwichs et fricassés ainsi qu'une station-service. Plusieurs entreprises proposent la mouture à la demande car de nombreuses familles produisent pour leur consommation personnelle et pour la revente informelle du poivron fort ou du paprika en poudre, des épices moulues et surtout de la bsissa.
Les habitants disposent aussi de trois pharmacies, dont une de garde la nuit, quatre dispensaires, trois bureaux de poste et une recette des finances, six écoles primaires, deux collèges et un lycée, une bibliothèque publique, deux maisons des jeunes et une maison de la culture.

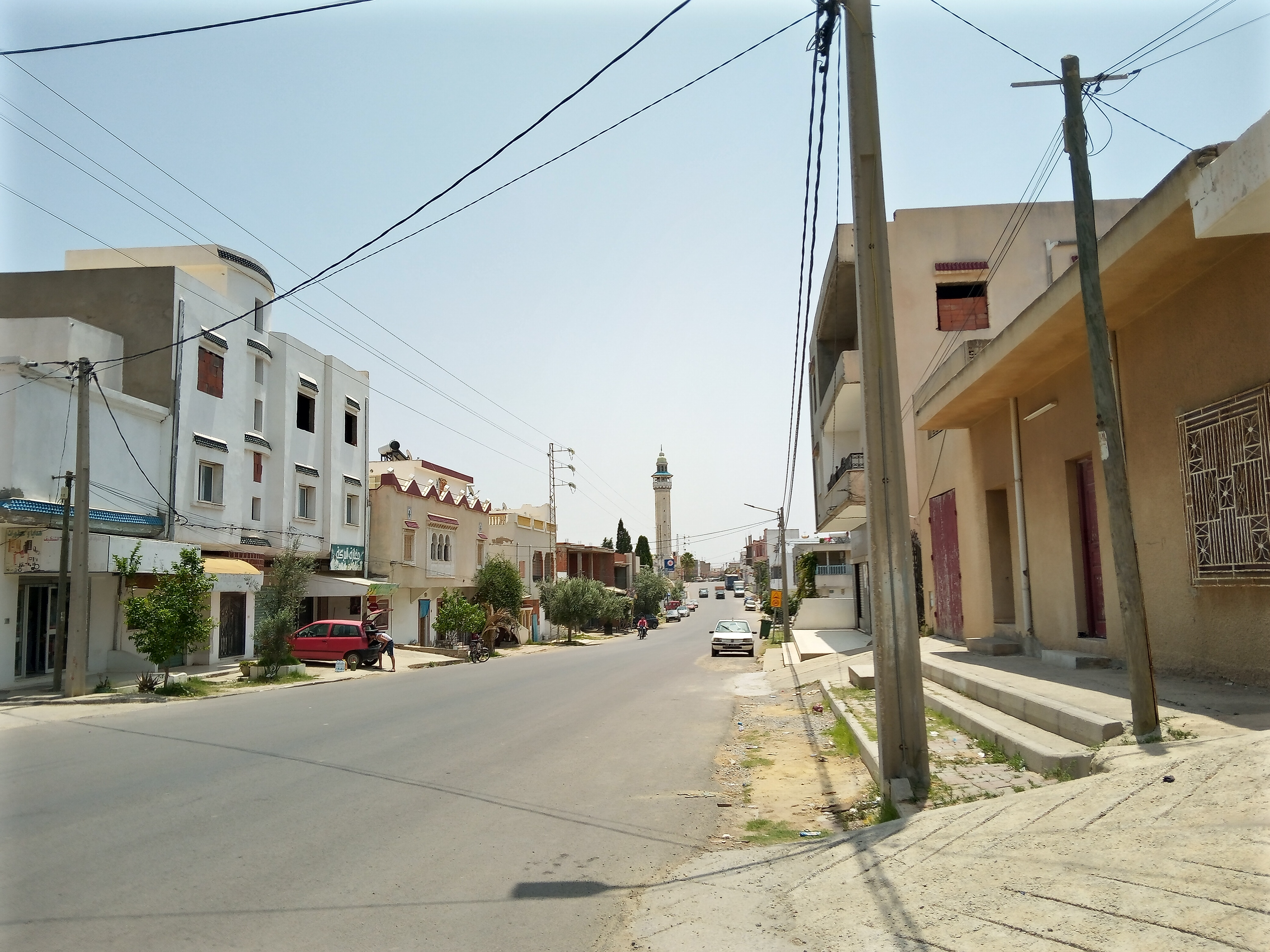
Rue Habib-Bourguiba et le minaret de la mosquée Hassen Ben Jomaa.
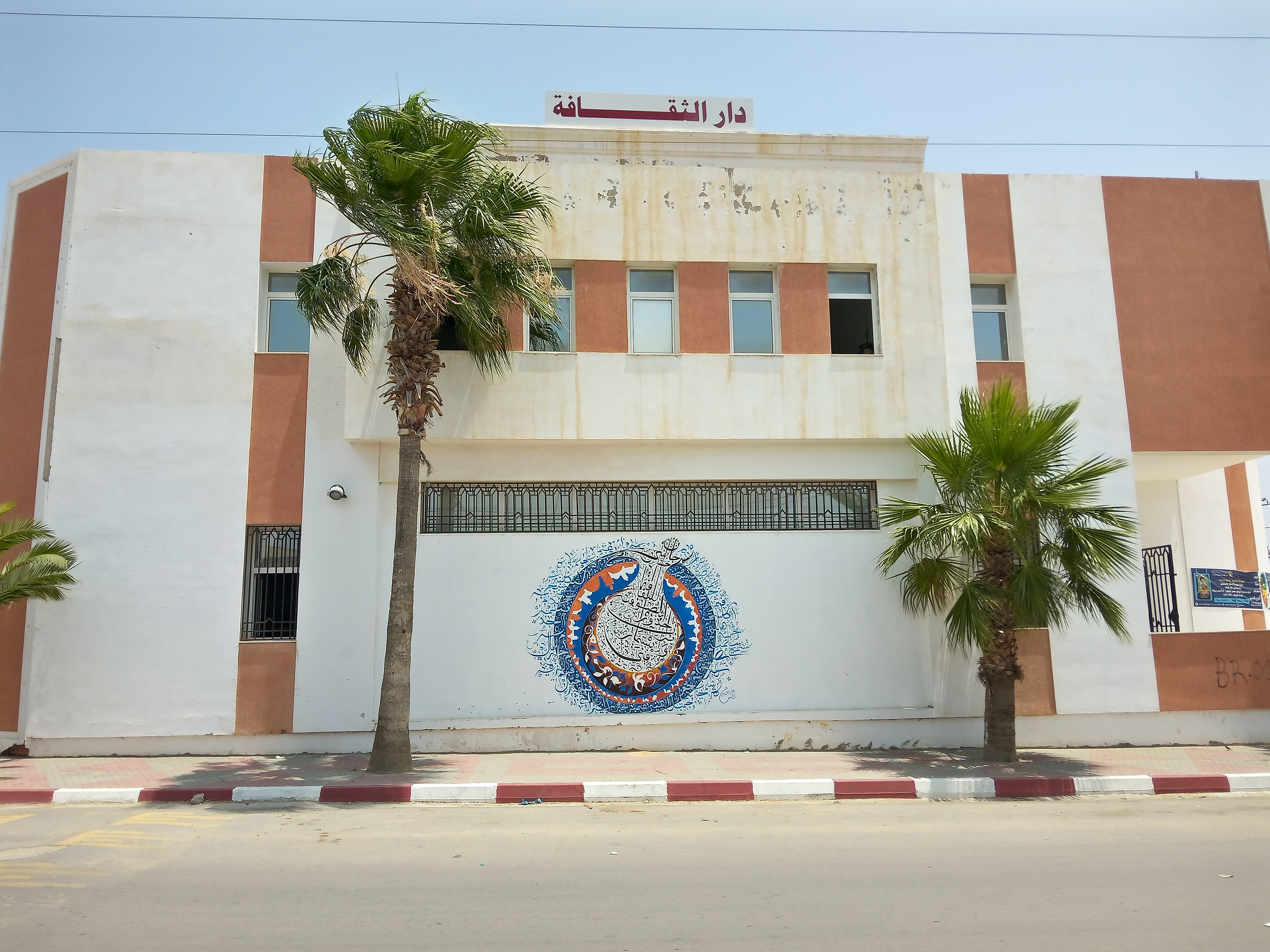
Maison de la culture.
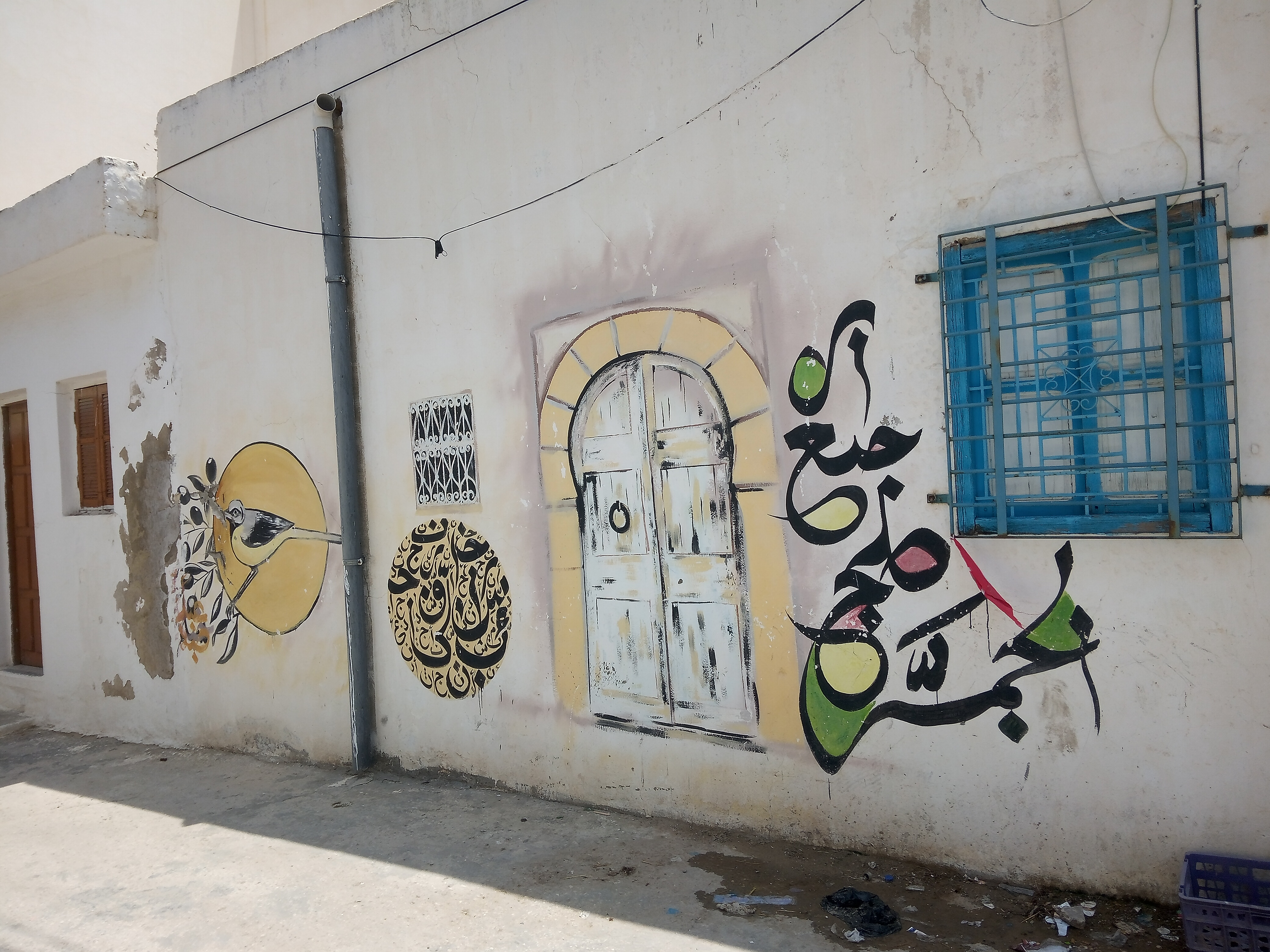
Peintures murales en centre-ville.
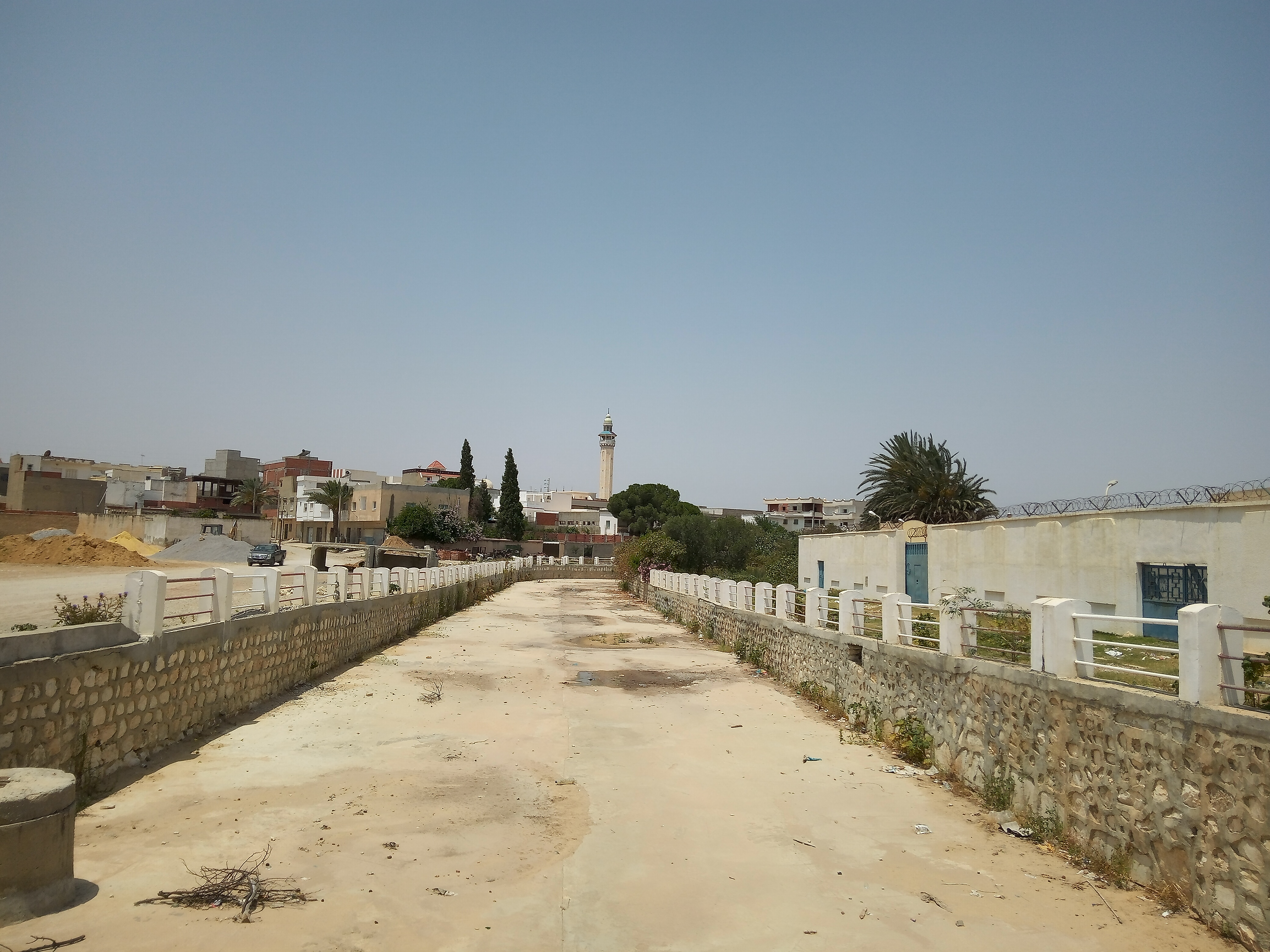
Oued (à sec) vu depuis la rue Farhat-Hached.
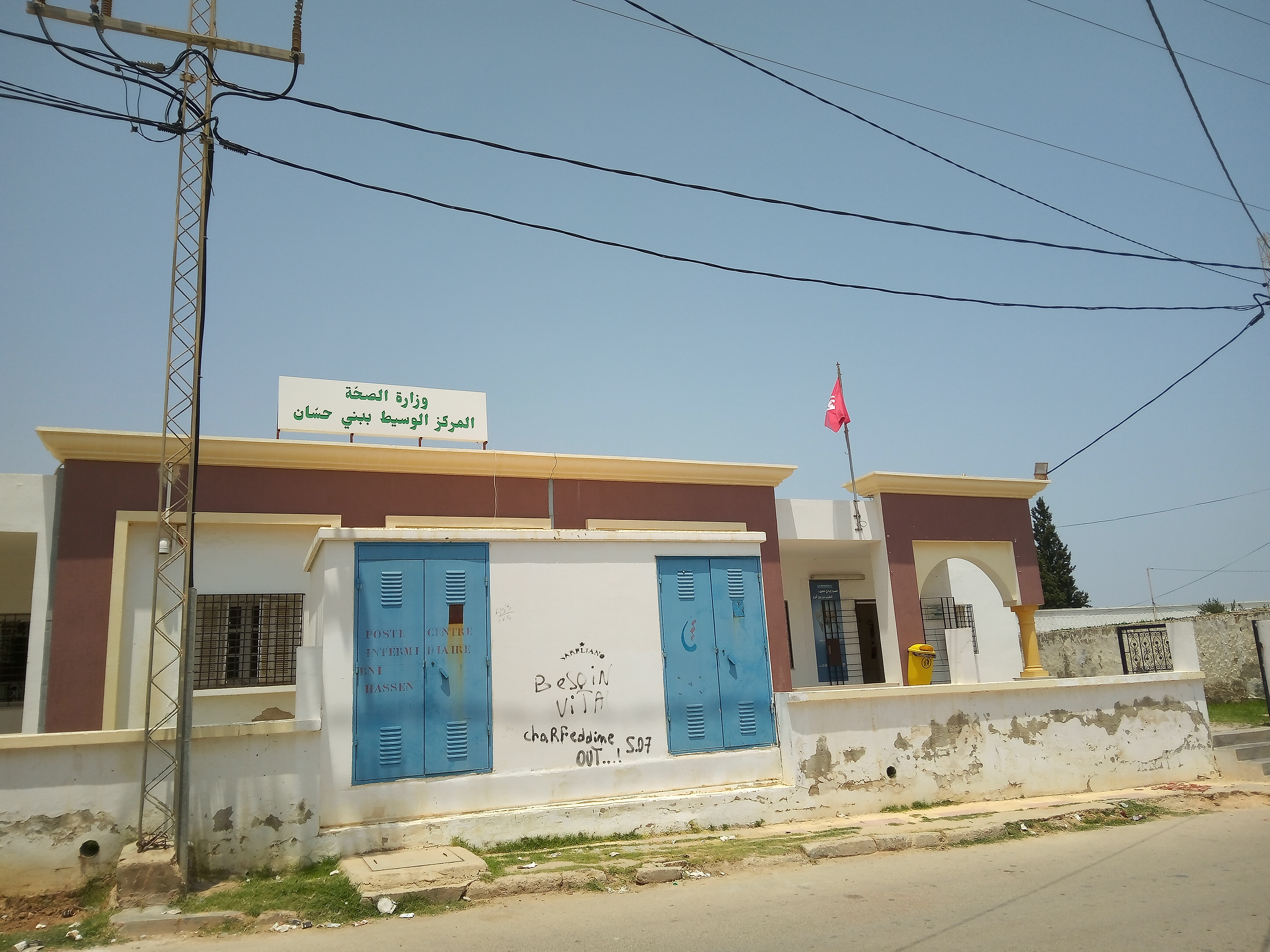
Dispensaire.

## Sport
Beni Hassen possède un stade municipal. L'équipe de football locale porte le nom d'Éclair sportif de Beni Hassen.
La ville est aussi représentée par une équipe féminine amateur de rugby à XV, les Fatayet Rugby de Beni Hassen (fatayet signifiant « jeunes filles » en arabe tunisien), fondée en 2018. C'est une distinction relativement rare en Tunisie, malgré la présence d'un hub régional de pratique du rugby, y compris féminin, dans la délégation de Jemmal représentée par l'Avenir sportif de Jemmal et sa section féminine.